# Cai Xun
Pour les articles homonymes, voir Cai.
Dans ce nom chinois, le nom de famille, Cai, précède le nom personnel.
Cai Xun est un jeune frère de Cai Mao. Il participe à la tentative d’assassinat de Liu Bei planifié par Cai Mao. Plus tard, il suit son frère et plusieurs autres officiers de la province de Jing en joignant les rangs de Cao Cao. 
Pendant le conflit opposant Cao Cao et Zhou Yu, il fait partie de l’attaque navale aux Trois Rivières lancé par Cao Cao. Toutefois, envoyé par son frère Cai Mao pour affronter Gan Ning, il est atteint d’une flèche tirée par ce dernier, et meurt.